# 菊三七属
菊三七属，舊作土三七屬，是菊目菊科下的属，该属下的物种主要分布在亚洲地区，有一个共同点是叶子背面或边缘通常呈紫色，比较知名的有紫绒三七（又称紫鹅绒，一种盆栽观赏植物），还有红凤菜、白鳳菜是营养丰富的食用蔬菜，但是此兩種與菊三七、尼泊尔菊三七、和昭和草（Gynura crepidioides/Crassocephalum crepidioides）雖都可食用，但是食用過多會有生物鹼中毒現象產生。
属名Gynura来源于希腊语gyne（妇人）和oura（尾巴）的合成词，指此属植物花柱长而粗糙，呈尾状。

## 物种
本属包括以下物种：
- 紫绒三七 Gynura aurantiaca
- 山芥叶菊三七 Gynura barbareiofolia
- 红凤菜 Gynura bicolor
- 木耳菜 Gynura cusimbua
- 白子菜 Gynura divaricata
- Gynura drymophila
- 兰屿木耳菜 Gynura elliptica
- 白鳳菜 Gynura formosana
- 菊三七 Gynura japonica
- 尼泊尔菊三七 Gynura nepalensis
- 菊叶三七 Gynura pinnatifida
- 平卧菊三七 Gynura procumbens
- 狗头七 Gynura pseudochina
- Gynura vidaliana

昭和草（Gynura crepidioides）舊屬本屬，但現時已被劃歸昭和草屬。